# 学習定着度診断シート
学習定着度診断シートとは、株式会社フクトが実施する、中学3年生が中学校で受験する試験である。また、この試験は、別名として「実力テスト」という名前を持っている。

## 概要
この学習定着度診断シートは、No.1～No.4（第1回～第4回）まであり、それぞれの回で、学習の進度に合わせて問題が作成されている。この試験は、福岡県公立高校入試を考慮したものになっていて、平成30年度からの入試改善にも対応している。これにより、制限時間は50分（平成28年度までは45分）に延長された。尚、満点は60点（5教科300点満点）である。また、中学校以外ではこの試験を受験することはできない。

## この試験に関する4つのシート
この試験には、4つの「シート」が存在している。それは、「確かめシート」「問題シート」「解答・解説シート」「成績シート」である。

### ①確かめシート
試験前に配布される。国語・数学・社会・理科・英語の5教科の要点や問題等が掲載されており、練習として活用できる。もちろん、問題に対する解説も充実している。

### ②問題シート
試験時に配布される、いわば問題冊子である。尚、この問題シートは、回によってデザインが異なる。No.3とNo.4では、福岡県公立高校入試の問題冊子のデザインとほぼ同じにしてあり、後述の解答記入用紙の内側に入っている。また、この問題シートは、試験終了後、他人が後で受験する可能性があるので、後述の解答・解説シートと一緒に一度回収され、後程返却されることになっている。

### ③解答・解説シート
試験終了後に配布される、いわば試験の解答・解説書である。このシートは、全体が赤書きになっていて、模範解答や配点も見やすい表形式となっている。また、この解答・解説シートは一度配布後、他人が後で受験する可能性があるので、前述の問題シートと一緒に回収され、後程返却されることになっている。

### ④成績シート
試験から約2週間後にフクトから送付される、いわば試験の成績表である。答案の採点だけでなく、分野別の正答率や苦手分野まで診断し、領域アドバイスを記載している。また、この成績シートには、今までに受験したフクトの試験の点数を、「個人」と「校内」の2つの折れ線グラフで表示されてあり、成績の推移を簡単に確かめることが出来る。

## 解答記入用紙
この試験の解答記入用紙は、福岡県公立高校入試の解答用紙と同様の、見開きA3判の紙を使用している。また、解答欄もそっくりに作成されており、実際の高校入試に近い形式となっている。また、平成29年度より、No.3とNo.4では解答記入用紙の内側に前述の問題シートが挟まっていて、より実践的な形式になっている。